# Hidasnémeti vasútállomás
A Hidasnémeti vasútállomás egy Borsod-Abaúj-Zemplén vármegyei vasútállomás, Hidasnémeti településen, a MÁV üzemeltetésében. Közúti megközelítését a 3-as főútból, Tornyosnémeti és Hidasnémeti határától nem messze, de tornyosnémeti területen kiágazó 26 322-es út biztosítja.
　

## Vasútvonalak
Az állomást az alábbi vasútvonalak érintik:
- Szerencs–Hidasnémeti-vasútvonal
- Kassa–Hidasnémeti-vasútvonal
- Felsőzsolca–Hidasnémeti-vasútvonal

## Kapcsolódó állomások
A vasútállomáshoz az alábbi állomások vannak a legközelebb:
- Hernádszurdok megállóhely (Miskolc-Tiszai vasútállomás, Felsőzsolca–Hidasnémeti-vasútvonal)
- Zsujta megállóhely (Szerencs vasútállomás, Szerencs–Hidasnémeti-vasútvonal)
- Kenyhec megállóhely (Kassa vasútállomás, Kassa–Hidasnémeti-vasútvonal)

## Forgalom
| Járat                       | Útvonal | Gyakoriság                    |
| --------------------------- | --- | ----------------------------- |
| személyvonat                | Abaújszántó – Abaújkér – Boldogkőváralja – Korlát-Vizsoly – Fony – Hejce-Vilmány – Göncruszka – Gönc – Zsujta – Hidasnémeti                                          | Napi 3 pár, nyáron napi 5 pár |
| személyvonat                | Miskolc-Tiszai – Felsőzsolca – Onga – Szikszó-Vásártér – Szikszó – Aszaló – Halmaj – Csobád – Ináncs – Forró-Encs – Méra – Novajidrány – Hernádszurdok – Hidasnémeti | 2 óránként                    |
| Hernád nemzetközi InterCity | Budapest-Keleti – Mezőkövesd – Miskolc-Tiszai – Szikszó-Vásártér – Halmaj – Ináncs – Forró-Encs – Novajidrány – Hidasnémeti – Košice (Kassa)                         | 2 óránként                    |